# Chrissiesmeer
Chrissiesmeer (englisch Lake Chrissie; deutsch etwa „Chrissie-See“) ist eine Stadt in der südafrikanischen Provinz Mpumalanga. Sie liegt in der Gemeinde Msukaligwa im Distrikt Gert Sibande.

## Geographie
Chrissiesmeer liegt am Nordufer des gleichnamigen Sees (englisch: Lake Chrissie) im flachen Grasland. Hier lebten im Jahre 2011 4.012 Einwohner (Stand: Volkszählung 2011). Zur Stadt gehören zwei Townships im Norden des Stadtgebiets.

## Geschichte
Die San lebten hier bis in das 19. Jahrhundert. Sie schützten sich vor Eindringlingen, indem sie auf Flößen auf den umliegenden Seen wohnten und sich im Schilf versteckten. Ihre Sprache war ‖Xegwi. Voortrekker gründeten 1860 die Stadt und benannten sie nach Christiana Pretorius, der Tochter des Präsidenten der Südafrikanischen Republik Marthinus Wessel Pretorius. In der Folge entstanden zahlreiche Sandsteingebäude. 1864 gründete der Schotte Alexander McCorkindale in Chrissiesmeer und Umgebung durch Ankauf von rund 200 Farmen das Gebiet Republic of New Scotland („Republik Neu-Schottland“). In den 1880er Jahren wurde die Stadt oft als Zwischenstation auf dem Weg zu den Goldminen in Barberton und zur Delagoa-Bucht genutzt. Mit dem Bau einer nördlich vorbeiführenden Eisenbahnstrecke verlor Chrissiesmeer an Bedeutung. Am 6. Februar 1901 fand im Verlauf des Zweiten Burenkrieges die „Schlacht bei Chrissiesmeer“ statt, bei der es rund 2000 Buren unter Führung von General Louis Botha gelang, einen großen Teil der Pferde der etwa 12.000 Mann starken britischen Truppen fortlaufen zu lassen und so die Niederlage im Krieg hinauszuzögern. Während des Krieges wurde die Stadt auch Bothwell genannt.

## Wirtschaft und Verkehr
Der Tourismus spielt eine große Rolle. Innerhalb des Radius von 20 Kilometern liegen rund 270 flache Seen und Tümpel. Jährlich brüten dort etwa 20.000 Flamingos. Es werden Vogel- und Froschbeobachtungen angeboten. Alljährlich wird die „Schlacht bei Chrissiesmeer“ nachgestellt.
Chrissiesmeer ist über Landstraßen mit Ermelo im Südwesten, Breyten im Westen und Warburton bzw. Eswatini im Osten verbunden.